# Conflito árabe-israelense
O conflito árabe-israelense (português brasileiro) ou conflito israelo-árabe (português europeu) é um longo conflito no Oriente Médio. Ocorre desde o fim do século XIX, tendo se tornado um assunto de importância em nível internacional a partir do colapso do Império Otomano em 1917. Marcos importantes para o desenrolar deste conflito foram a autodeterminação do Estado de Israel e o relacionamento deste último Estado com seus vizinhos árabes, especialmente em relação ao povo palestino, por reivindicarem as mesmas terras.
O conflito teve como resultado o começo de pelo menos cinco guerras de dimensões maiores e um número significante de conflitos armados de menores dimensões. Foi também fonte de duas Intifadas (levantamentos populares).

## História

### Antes de 1947

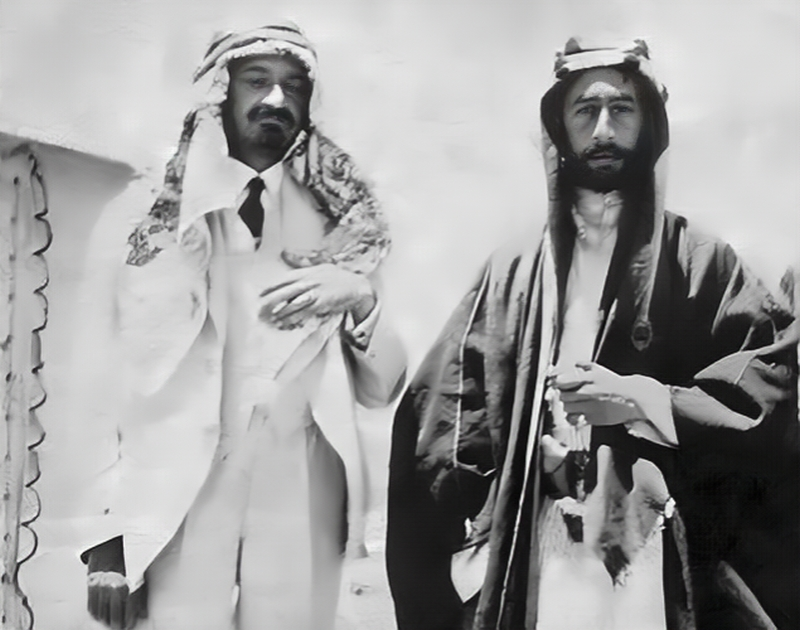
1918: Chaim Weizmann (esq.) e Faiçal I (dir.).

As tensões entre judeus e árabes começaram a emergir a partir da década de 1880 do século XIX, quando judeus provenientes da Europa começaram a emigrar, formando e aumentando comunidades judaicas na Palestina, quer por compra de terras aos otomanos, quer por compra direta a árabes proprietários de terrenos. Estabeleceram-se assim comunidades agrícolas nas terras históricas da Judeia e de Israel, que eram então parte do Império Otomano.
Historicamente, os antigos judeus desde os tempos bíblicos chamaram sua terra de Israel, Canaã, Judeia, Samaria, Galileia e outros nomes há muito tempo. Judeus modernos, e alguns cristãos, acreditam que, de acordo com a Bíblia e a Torá, Deus deu esta terra para os antigos judeus (também conhecido como hebreus ou israelitas), liderada por homens como Abraão, Moisés, David, e outros. Cerca de 2.000 anos atrás, o Império Romano dominou esta área, e, ao suprimir várias rebeliões judaicas,  destruiu o templo judaico na cidade de Jerusalém, matou um grande número de judeus, e forçou muitos outros a deixar sua terra natal em um êxodo chamado diáspora. Nesta ocasião, o Império Romano mudou o nome da Terra de Israel para Palestina. Alguns judeus permaneceram na área, mas um grande número de judeus não retornou até os séculos XIX e XX. No século VII, os árabes muçulmanos invadiram a Palestina.
Este é o lugar onde o verdadeiro problema começou entre os judeus, que começaram a chamar a si mesmos "os israelenses", de acordo como o antigo nome de sua antiga pátria de Israel, e a população árabe da região que veio a ser conhecido como "palestinos", de acordo com o antigo nome romano e grego da área. Após a diáspora, os muçulmanos de língua árabe, que invadiram a Palestina no século VII, durante a expansão do Islão, tornaram-se o grupo étnico dominante. De acordo com registros do Império Otomano, que governou a Palestina durante vários séculos, no ano de 1900, a população da Palestina era 600 000, dos quais 94% eram árabes. Enquanto muitos árabes estavam dispostos a vender terras aos judeus que chegavam, muitos outros árabes palestinos estavam preocupados com a possibilidade de se tornarem minoria em seu próprio país.
Assinado em janeiro de 1919, o Acordo Faiçal-Weizmann promovia a cooperação árabe e judaica para o desenvolvimento de uma Terra de Israel na Palestina e uma nação árabe numa larga parte do Oriente Médio.

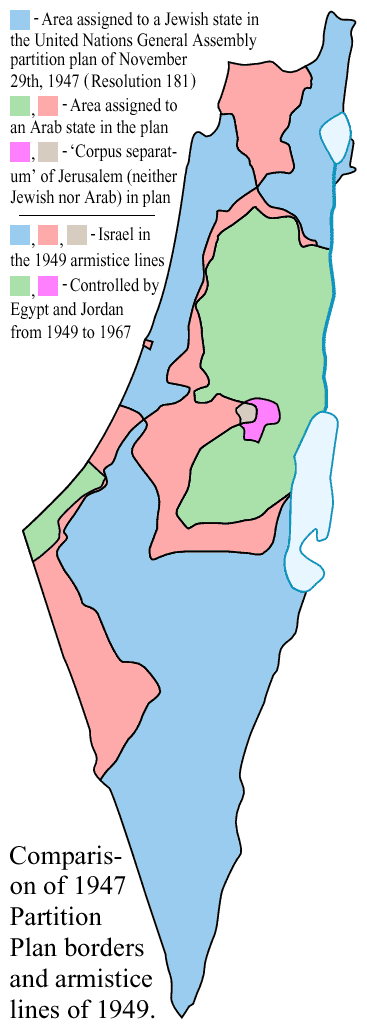
As principais diferenças entre a proposta de partição de 1947 e 1949 linhas de armistício estão em destaque nas cores vermelha e magenta.

Em 1920, a Conferência de San Remo, apoiada em grande medida pelo Acordo Sykes-Picot (acordo anglo-francês de 1916), alocava ao Reino Unido a área que presentemente constitui a Jordânia, a área entre o rio Jordão e o mar Mediterrâneo e o Iraque. A França recebeu a Síria e o Líbano.
Em 1922, a Liga das Nações estabeleceu formalmente o Mandato Britânico para a Palestina e Transjordânia, indo parcialmente ao encontro dos compromissos assumidos pelo Reino Unido estabelecidos na Correspondência Hussein-McMahon (1915-1916): todas as terras a leste do rio Jordão eram entregues ao Emirado da Jordânia (governado por Abdullah I da Jordânia, mas que estava em parte em dependência do Reino Unido), deixando a parte a oeste da Jordânia como o Mandato Britânico da Palestina.
O líder religioso muçulmano Mohammad Amin al-Husayni opôs-se à ideia de transformar parte da região da Palestina num Israel, objetando a qualquer forma de Terra de Israel. Durante a década de 1920 do Século XX, as tensões aumentaram dando lugar a episódios de violência tais como as revoltas de Nebi Musa (1920) e as revoltas de Jaffa (1921). Para satisfazer os árabes e devido à inabilidade britânica para controlar a violência instalada no Mandato, foi criado, em todos os territórios a leste do rio Jordão, o semiautônomo Emirado Árabe da Transjordânia (correspondente a cerca de 80% do território do  Mandato). Apesar disso, a violência continuou a aumentar durante as décadas de 30 e 40, resultando em perdas de vidas em ambos os lados. Alguns dos fatos mais marcantes nesse período foram o Massacre de Hebron de 1929, as atividades da organização islâmica Mão Preta, a grande revolta árabe (1936-1939), os ataques realizados pelo grupo terrorista Irgun, os massacres como o de Ein al Zeitun e o atentado do Hotel Rei Davi em 1946.

### Guerra de 1948

15 de Maio - 10 de Junho.

A guerra árabe-israelense de 1948, também conhecida como a "guerra de independência" (hebraico: מלחמת העצמאות) ou como "a catástrofe" ("al Nakba," árabe: النكبة), começou após a retirada britânica e com a declaração do Estado de Israel a 14 de Maio de 1948.
Os árabes rejeitaram o plano de partilha da Palestina (Resolução 181 de 29 de novembro de 1947 da Assembleia Geral das Nações Unidas), que propunha o estabelecimento de um estado árabe e outro judaico na região da Palestina. Milícias árabes começaram campanhas com vista ao controle de territórios dentro e fora das fronteiras estabelecidas.
Tropas da Transjordânia, Egito, Síria, Líbano e Iraque invadiram a Palestina, ao que Israel, Estados Unidos, União Soviética e Trygve Lie (Secretário-geral das Nações Unidas) consideraram como uma agressão ilegítima. A China deu o seu apoio às pretensões árabes. Os estados árabes declararam o propósito de proclamar um "Estado Unido da Palestina"  em detrimento de um estado árabe e de um estado judaico. Eles consideravam que o plano das Nações Unidas era ilegal porque vinha em oposição à vontade da população árabe da Palestina. Reclamaram também que a retirada britânica tinha deixado um vazio legal em termos de autoridade, tornando necessário a sua atuação com vista à proteção dos cidadãos árabes e das suas propriedades.
Cerca de dois terços dos árabes da Palestina fugiram ou foram expulsos dos territórios que ficaram sob controle judaico; praticamente todos os judeus (em número muito menor) que habitavam territórios ocupados pelos árabes (como por exemplo na cidade de Jerusalém) também emigraram. As Nações Unidas estimam que cerca de 711 mil  árabes tornaram-se refugiados como consequência do conflito.
As lutas terminaram com a assinatura do Armistício de Rodes, que formalizou o controle israelita das áreas alocadas ao estado de Israel juntamente com mais de metade da área alocada ao estado árabe. A Faixa de Gaza foi ocupada pelo Egito e a Cisjordânia foi ocupada pela Transjordânia (que passou a se chamar simplesmente de Jordânia), até junho de 1967, altura em que Israel voltou a tomar posse desses territórios durante a Guerra dos Seis Dias.

#### Pós-guerra de 1948
Aos palestinos que abandonaram ou foram expulsos das áreas ocupadas pelos israelitas não foi permitido o regresso às suas casas. Deslocaram-se para campos de refugiados localizados em países vizinhos tais como o Líbano, a Jordânia, a Síria e para a área que mais tarde se tornaria conhecida como a Faixa de Gaza. A Agência das Nações Unidas de Assistência aos Refugiados da Palestina no Próximo Oriente foi criada para melhorar as condições destes refugiados.
Durante as décadas seguintes ao fim da guerra de 1948, entre 700 e 900 mil judeus abandonaram os países árabes onde viviam. Em muitos casos isto foi devido a um sentimento anti-judeu, ou devido a expulsão (no caso do Egito) ou ainda devido a opressões legais (no Iraque). Deste número, cerca de dois terços acabaram por se deslocar para campos de refugiados em Israel, enquanto que os restantes migraram para França, Estados Unidos da América e para outros países ocidentais (incluindo a América Latina).
Até a Guerra dos Seis Dias a Jordânia controlou a Cisjordânia e o Egito controlou a Faixa de Gaza. Em 1950, a Transjordânia anexou a Cisjordânia, mas tal facto foi reconhecido apenas pelo Reino Unido. Ambos os territórios foram conquistados (mas não anexados) por Israel durante a Guerra dos Seis Dias. Nem a Jordânia nem o Egito permitiram a criação de um estado palestino nestes territórios.

### Guerra de 1956
A Guerra do Suez, de 1956, foi uma operação conjunta de Israel, Reino Unido e França, na qual Israel invadiu a Península do Sinai e as forças francesas e britânicas ocuparam o porto de Suez para ostensivamente separar as partes conflituosas, apesar de a real motivação destes dois últimos países ter sido a de proteger os interesses dos investidores no Canal do Suez. Esses interesses tinham sido afetados devido à decisão do presidente egípcio, Gamal Abdel Nasser de nacionalizar o canal.
Israel justificou a invasão do Egito pela necessidade de se proteger de ataques à sua população civil pelos fedayin e de restaurar os direitos de navegabilidade pelo estreito de Tiran, que os egípcios reclamavam estar nas suas águas territoriais. As forças invasoras concordaram em se retirar, sob pressão internacional, particularmente dos Estados Unidos da América e da União Soviética. Israel se retirou da Península do Sinai, que foi ocupada por uma força da Nações Unidas (UNEF), em troca de garantias de utilização e navegabilidade no canal, que afinal ficou sob o controle do Egito.

### Entre 1956 e 1967
Durante este período deu o surgimento do Nasserismo; a proclamação da República Árabe Unida em 1958 e o seu colapso em 1961; disputas entre Israel e Síria relacionadas com áreas fronteiriças terrestres e marítimas: a continuação dos ataques dos fedayin, principalmente a partir da Síria e da Jordânia e represálias israelitas; e o aumento do alinhamento dos estados árabes com a União Soviética, principal fornecedora de armas.
No início da década de 1960, os estados árabes estabeleceram a OLP. O artigo 24º da carta (ou pacto) de fundação da OLP, de 1964  estabelecia: "Esta Organização não exerce qualquer soberania territorial sobre a Cisjordânia, sobre a Faixa de Gaza e sobre a Área de Himmah."

### Guerra de 1967
A Guerra dos Seis Dias decorreu entre 5 e 10 de Junho de 1967. Foi desencadeada por Israel contra o Egito e a Jordânia nos termos de uma guerra preventiva, já que o estado israelita sentia-se ameaçado pela política pan-árabe do presidente egípcio Nasser (que se traduziu em alianças militares com a Síria e a Jordânia) e pela partida de forças das Nações Unidas presentes no Sinai desde 1956. Alegando um iminente ataque do Egito e da Jordânia, Israel antecipou-se, atacando preventivamente. Reconhece-se atualmente, entretanto, que não havia quaisquer intenções agressivas dos países árabes atacados antes da guerra.
Em consequência da guerra, Israel expandiu-se territorialmente, ocupando a Cisjordânia (conquistada à Jordânia), a Faixa de Gaza e a Península do Sinai (conquistadas ao Egito) e os Montes Golã (conquistados à Síria). A parte da Cidade Antiga de Jerusalém (também chamada Jerusalém Oriental), tomada a 7 de junho por Israel à Jordânia, seria reunificada por Israel com a Cidade Nova, formando um único município sob jurisdição israelita. Em 1980, uma lei israelita declarou Jerusalém como capital eterna e indivísivel de Israel, mas a ocupação de Jerusalém Oriental é considerada ilegal do ponto de vista do direito internacional, tendo sido condenada por uma resolução das Nações Unidas.

### Guerra de 1968-1970
A Guerra de Desgaste foi uma guerra entre Egito e Israel de 1968 a 1970. Foi iniciada pelo Egito com o objetivo de reacapturar a Península do Sinai de Israel, o qual a havia ocupado desde a Guerra dos Seis Dias. A guerra terminou com um cessar-fogo assinado entre os países em 1970 com as fronteiras no mesmo lugar de antes de a guerra começar.

### Guerra de 1973

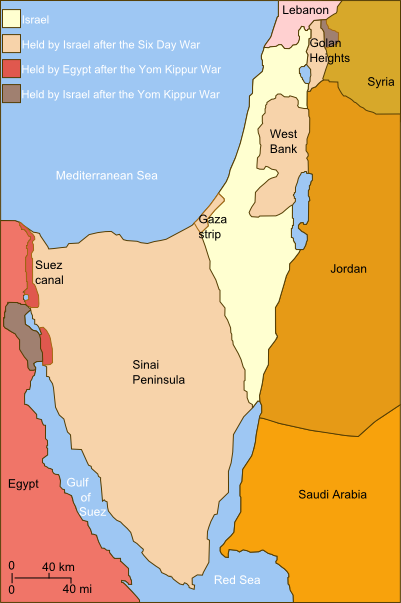
Quando o cessar-fogo entrou em vigor, Israel havia perdido território na parte oriental do Canal de Suez para o Egito (em vermelho), mas ganhou território a oeste do canal e nos montes Golan (em azul).

A 6 de Outubro de 1973 os exércitos do Egito e da Síria atacaram de surpresa Israel durante a celebração do Yom Kippur, com o objectivo de reconquistarem os territórios que tinham perdido.
A Guerra do Yom Kippur (1973) começou quando Egito e Síria lançaram um ataque surpresa em conjunto, no dia do jejum judeu, no Sinai e nas Colinas de Golã. Os egípcios e sírios avançaram durante as primeiras 48 horas, após o que o conflito começou a balançar em favor de Israel. Na segunda semana da guerra, os sírios foram completamente expulsos das Colinas de Golã. No Sinai ao sul, os israelitas atacaram o ponto de encontro de dois exércitos egípcios invasores, cruzaram o Canal de Suez (antiga linha de cessar-fogo), e cortaram todo o exército egípcio assim que um cessar-fogo das Nações Unidas entrou em vigor. As tropas israelitas finalmente retiraram-se da região oeste do canal e os egípcios mantiveram as suas posições sobre uma estreita faixa no leste permitindo-lhes a reabrir o Canal de Suez e clamar a vitória.

### Operação Litani
Operação Litani foi o nome oficial da invasão de Israel no Líbano até o rio Litani. A invasão foi um sucesso militar, já que as forças da OLP foram empurradas para o norte do rio. No entanto, o clamor internacional levou à criação das forças de paz FINUL e de uma retratação parcial israelita.
Mas foram pegos de surpresa devido a ajuda dos Estados Unidos em relação à armamentos.

### Guerra de 1982 e ocupação
A Guerra do Líbano de 1982 começou quando Israel atacou o Líbano, justificada por Israel como uma tentativa de remover os militantes Fatah liderados por Yasser Arafat do sul do Líbano, onde tinham estabelecido, durante a guerra civil do país, um enclave semi-independente utilizado para lançar ataques terroristas a civis israelenses.
A invasão, que levou à morte de 20 mil libaneses, foi amplamente criticada tanto dentro como fora de Israel, especialmente após o ataque da milícia cristã a civis palestinos da região, no episódio que ficou conhecido como massacre de Sabra e Shatila.
Embora o ataque tenha obtido sucesso em exilar Arafat na Tunísia, Israel se indispôs com diversas milícias muçulmanas locais (especialmente o Hezbollah), que lutava pelo fim da ocupação militar israelense. Em 1985, devido a pesadas baixas militares e ao peso financeiro da ocupação, Israel se retirou do território libanês, exceto por uma estreita faixa de terra designado por Israel como a Zona de Segurança Israelense. A Resolução 425 do Conselho de Segurança das Nações Unidas confirmou que, a partir de 16 de junho de 2000, Israel tinha retirado completamente as suas tropas do Líbano, após uma eficiente campanha de resistência do Hezbollah. Apesar das resoluções 1559 e 1583 do Conselho de Segurança das Nações Unidas, o Hezbollah mantém ativa participação no conflito.

### Intifada de 1987-1993
A Primeira Intifada (1987-1993) começou como uma revolta dos palestinos, em particular os jovens, contra a ocupação militar israelense na Cisjordânia e Faixa de Gaza. Líderes da OLP exilados na Tunísia rapidamente assumiram o controle, mas a revolta também trouxe um aumento da importância dos movimentos nacionais palestinos e islâmicos. A Intifada se iniciou por uma série de movimentos pacíficos. Tornou-se mais violenta depois que os protestos foram brutalmente reprimidos pelo aparato de segurança israelense. Tanto os protestos quanto os movimentos militantes tomaram como inspiração o levante xiita do Líbano que, 1985, provocou a retirada das tropas israelenses da maior parte dos territórios que ocupavam no Líbano. A Intifada terminou com a assinatura dos Acordos de Oslo entre Israel e OLP.

### Guerra de Golfo de 1990-1991
A Guerra do Golfo (1990-1991) começou com a invasão iraquiana e anexação do Kuwait e não teve inicialmente envolvimento militar direto com Israel. Uma coligação internacional liderada pelos Estados Unidos, que incluía forças árabes foi montada para retirar as forças iraquianas do Kuwait. Para chamar Israel para o confronto e dividir a coligação multinacional, o Iraque lançou mísseis Scud sobre cidades e instalações nucleares israelenses perto de Dimona. No entanto, sob forte pressão dos Estados Unidos, que temiam que o envolvimento direto de Israel pudesse ameaçar a unidade da coalizão, Israel não promoveu retaliações ao Iraque e a coalizão multinacional afastou as forças iraquianas do Kuwait. Durante a guerra, a liderança palestina e o Rei Hussein da Jordânia apoiaram a invasão iraquiana do Kuwait. O Kuwait e outras monarquias árabes do Golfo, em seguida, expulsaram pouco menos de 400 mil refugiados palestinos  e retiraram seu apoio à causa palestina, o que se tornaria um dos fatores que levaram a OLP a assinar os Acordos de Oslo.

### Intifada de 2000
A Intifada de Al-Aqsa começou no fim de setembro de 2000, na época em que o líder da oposição israelense Ariel Sharon e um grande contingente de guardas armados visitaram o complexo Monte do Templo/Al-Haram As-Sharif em Jerusalém e declararam a área território eterno israelita. Amplos motins e ataques eclodiram em Jerusalém e em muitas das grandes cidades israelenses, e se espalharam por toda a Cisjordânia e a Faixa de Gaza. Um grupo israelense de direitos humanos, B'Tselem, estimou o número de mortos em 3 396 palestinos e 994 israelenses, embora esse número seja criticado por não mostrar toda a imagem, e não distinguir entre combatentes e civis (terroristas suicidas, por exemplo, são contados entre os mortos).

### Iniciativa de paz de 2000
Em 2002, a Arábia Saudita ofereceu um plano de paz no The New York Times e em uma reunião de cúpula da Liga Árabe em Beirute. O plano baseia-se nas Resoluções 242 e 338 do Conselho de Segurança das Nações Unidas, mas vai além: basicamente propõe a retirada plena, a solução para o problema dos refugiados palestinos e a criação de um Estado palestino com sua capital em Jerusalém Oriental, em troca de relações totalmente normalizadas com todo o mundo árabe. Essa proposta recebeu o apoio unânime da Liga Árabe pela primeira vez.
Em resposta, o Ministro das Relações Estrangeiras de Israel Shimon Peres disse que "… os detalhes de cada plano de paz devem ser discutidos directamente entre Israel e os palestinos, e para tornar isto possível, a Autoridade Palestina tem de pôr um fim ao terror, às atrocidades que assistimos ontem à noite em Netania", referindo-se ao ataque suicida realizado em Netânia.

### Retirada israelita de 2005
Em 2005, Israel evacuou de forma unilateral os assentamentos e os postos militares avançados da Faixa de Gaza e do norte da Cisjordânia.
O plano de desocupação foi uma proposta apresentada pelo Primeiro-Ministro israelense, Ariel Sharon, adotada pelo governo e aprovada em agosto de 2005, para remover a ocupação permanente de Israel da Faixa de Gaza e de quatro assentamentos ao norte da Cisjordânia. Os civis foram evacuados (muitos de forma forçada) e os edifícios residenciais foram demolidos após 15 de agosto, e a retirada da Faixa de Gaza foi concluída em 12 de setembro de 2005, quando o último soldado israelita deixou a Faixa de Gaza. A retirada militar do norte da Cisjordânia foi concluída dez dias mais tarde.

### Conflito israelo-libanês de 2006
O conflito israelo-libanês de 2006 teve início em 12 de julho de 2006, com um ataque pelo Hezbollah contra Israel. Três soldados israelenses foram mortos, e dois foram capturados e feitos prisioneiros no Líbano. Alegando como intenção a busca e o salvamento dos soldados capturados, uma operação de mais cinco soldados da Força de Defesa de Israel foram mortos. Isso marcou o início de uma nova onda de confrontos entre Israel e o Hezbollah, que viu a capital libanesa, o único aeroporto internacional libanês, e grande parte do sul do Líbano serem atacados por Israel enquanto milícias libanesas, provavelmente do Hezbollah, bombardeavam o norte de Israel, atingindo até a cidade israelense de Haifa, ao sul do país. Centenas de civis foram mortos, inclusive 90% das vítimas libanesas de ataques aéreos israelenses. Cresceram as preocupações de que a situação ficasse ainda pior, com a possibilidade de Síria ou Irã envolverem-se. Mas um cessar-fogo foi assinado, entrando em vigor em 14 de agosto de 2006.
- Bombardeio da Faixa de Gaza de 2008